# Siphocampylus jelskii
Siphocampylus jelskii är en klockväxtart som beskrevs av Alexander Zahlbruckner. Siphocampylus jelskii ingår i släktet Siphocampylus och familjen klockväxter. Inga underarter finns listade i Catalogue of Life.